# Trichophysetis hampsoni
Trichophysetis hampsoni là một loài bướm đêm trong họ Crambidae.